# Параформальдегид
Параформальдеги́д (англ. PFA, также параформ) — продукт полимеризации формальдегида, состоящий из 8—100 мономеров — остатков формальдегида, одна из форм полиформальдегида. Параформальдегид обычно имеет легкий запах формальдегида из-за деполимеризации. Параформальдегид является полуацеталем.

## Синтез
Параформальдегид медленно образуется в водных растворах формальдегида (формалин) и представляет собой белый осадок. Быстрее образуется на холоде.
Его образование можно рассматривать как результата нуклеофильной атаки кислородным атомом одной молекулы формальдегида карбонильного атома другой молекулы.
nCH2O —" HOCH2-(OCH2)n-2-OCH2OH(n=7,8)
Формалин обычно содержит небольшое количество мономерного формальдегида. Для ингибирования полимеризации растворы формальдегида обычно содержат небольшой процент метанола в качестве стабилизатора.

## Реакции
При помощи нагревания в присутствии осушителя параформальдегид подвергается деполимеризации до формальдегида либо до раствора формальдегида в присутствии воды и основания, либо в присутствии воды и при нагревании. Очень чистые растворы формальдегида получают из параформальдегида именно таким путём и используют в качестве фиксирующего вещества в гистологии и цитологии.
Газ, образующийся при нагревании параформальдегида в отсутствие воды, является горючим.

## Токсичность
Параформальдегид при хранении выделяет небольшое количество формальдегида и, возможно, является канцерогеном. При оральном введении LD50 для крыс составляет 592 мг/кг.